# Тедески, Этторе Готти
Этторе Готти Тедески (итал. Ettore Gotti Tedeschi, 3 марта 1945, Понтенуре, провинция Пьяченца, Эмилия-Романья, Италия) — итальянский экономист и банкир, в 2009—2012 гг. президент Института религиозных дел (итал.  Istituto per le Opere di Religione, IOR) — Банка Ватикана.

## Биография
Тедески работал консультантом по промышленной и финансовой стратегии французской информационной компании Sema-Metra с 1973 по 1984 год. В 1985 г. он начал работать в финансовой компании Procomin Imi-BNL, затем перешел в Sogei, где познакомился с генеральным директором Cassa Depositi e Prestiti (CDP) Массимо Вараццани и начинающим банкиром Джанмарио Ровераро (членом «Опус Деи», убитым в 2006 г.), а также с Джузеппе Гарофано, членом «Опус Деи», совладельцем и руководителем Montedison S.p.A., одной из крупнейших промышленных компаний Италии В 1990 г. участвовал в размещении на бирже акций итальянской продовольственной корпорации Parmalat, вследствие чего участвовал в переговорах о приобретении Federconsorzi в 1991 г. Одновременно он вошел в состав Совета директоров группы Parmalat.
В 1992 г. при участии Джанмарио Ровераро в качестве финансиста, Тедески участвовал в подготовке сделки по приобретению компании Akros Finanziaria, инициированной Эмилио Ботином, тесно связанным с испанской группой Santander. Группа Akros аккумулировала порядка 275 млрд евро, и в 1993 г. Тедески был назначен на должность президента итальянского подразделения Finconsumo Banca SpA (позднее — Santander Consumer Bank SpA), после чего возглавил итальянские операции испанского банка
С 1996 по 2006 гг. Тедески преподавал финансовую стратегию в Католическом университете Святого Сердца (Università Cattolica del Sacro Cuore) в Милане, позднее — деловую этику в Туринском университете. Также являлся президентом Совета попечителей и членом Консультационного совета Учебно-исследовательского центра имени Токвиля и Эктона (Tocqueville-Acton Centro Studi e Ricerche), сотрудничал в периодических изданиях («L’Osservatore Romano» и «Il Sole 24 Ore»). Кроме того, Тедески занимает должности в ряде финансовых учреждений.

## Экономические и религиозные взгляды
Экономика — это техника, передовая и сложная, но нейтральная, которая, чтобы быть полезной для человека, должна согласиться рассматривать его как нечто важное, стоящее в центре. [...] Капитализм, несомненно, многое сделал для человека и может сделать еще больше, но для того, чтобы люди не подвергались ограничениям в глобальном мире, они должны быть "сильными" и сформированными.
Этторе Готти Тедески. «Моральный капитализм». Fondazione liberal
Католик и либерал, Этторе Готти Тедески написал вместе с Рино Каммиллери книгу под названием «Деньги и Рай. Глобальная экономика и католический мир» (Denaro e Paradiso. L’economia globale e il mondo cattolico), в которой авторы утверждали, что «превосходство капитализма вдохновлено христианской моралью».
Вопреки кейнсианской теории и идее, что экономика является «чистой» наукой, книга основана на учении средневековых экономистов Джованни Чеккарелли и Джакомо Тодескини, пришедших к выводу, что капитализм родился, «чтобы возвысить достоинство человека», в соответствии с теорией францисканских теологов Италии XIII века, и что напротив, протестантизм несет ответственность за такие пороки системы частного предпринимательства, как спекуляция, волюнтаризм, «дикий капитализм», право сильного. Сегодня, согласно Готти Тедески, освобождение экономики от католической морали привело к «экономическому маккиавелизму», который пожертвовал человеком ради власти и прибыли и, следовательно, к враждебности католического мира к либеральному рынку и капитализму. Враждебность не удалась, по утверждению авторов книги «Деньги и Рай», благодаря энциклике «Centesimus Annus» Папы Иоанна Павла II, за которую «следовало бы выдвинуть Папу Кароля Войтылу на Нобелевскую премию по экономике, а не за другие его обесцененные заслуги».

## Расследование
В отношении Тедески проводилось расследование по подозрению в отмывании денег в 2010 г., и в мае 2012 он был уволен с должности президента Института религиозных дел, которую занимал с 2009 г., по результатам голосования вотума недоверия в Совете директоров. Временно исполняющим обязанности президента был избран немец Рональдо Херманн Шмитц.
5 июня 2012 г. дом Тедески в Пьяченце, Италия, подвергся обыску одновременно с двумя офисами в Милане. Следователи в Риме заявили, что обыски были связаны с расследованием обвинений в получении взяток высокопоставленными должностными лицами Индии при подготовке контракта на поставку вертолетов, а также в Панаме — при получении контрактов на поставку систем безопасности для нового Панамского канала группой Finmeccanica, которой руководит близкий знакомый Тедески — Джузеппе Орси.
В результате рейда полиция обнаружила 47 папок, которые Тедески пометил как материалы с компрометирующей информацией о Ватикане «на случай, если что-нибудь с ним случится». Некоторые документы были озаглавлены «Внутренние враги» и содержали имена политиков и влиятельных иерархов церкви. Банкир оказался вынужден сотрудничать с итальянскими юридическими властями из страха за свою жизнь, что следует из содержания нескольких его перехваченных телефонных разговоров.
Архив представляет собой аннотированную хронологию событий, участником которых являлся банкир с 2009 г., когда стал президентом IOR, до конца мая 2012 г., когда был уволен. В числе фигурирующих там документов и сообщений электронной почты имеется изъятая прокурором Неаполя и переданная прокурору Рима переписка между Тедески и Его святейшеством, Папой Ратцингером.
Святой Престол отреагировал на случившееся заявлением, что его суверенитет должен быть признан и соблюден итальянскими юридическими властями, и что документы должны быть возвращены в Ватикан.

## Юридическая реабилитация
19 февраля 2014 года следствие против Тедески прекращено, причём постановление о прекращении расследования содержит утверждение, что Тедески не только не имеет отношения к 23 млн евро IOR, конфискованных судом в 2010 году по подозрению в нарушении банком положений о борьбе с отмыванием незаконных доходов, но, напротив, деятельность банкира в этом финансовом институте была направлена на приближение Ватикана к международным нормам финансовой прозрачности. После этого Тедески обратился в Римский уголовный суд (Tribunale Penale di Roma) с обвинением против Совета директоров IOR за своё незаконное увольнение.

## Обвинение против папы римского
23 сентября 2017 года стал одним из 40 инициаторов опубликованного в Интернете воззвания с обвинением папы Римского Франциска в ереси по семи пунктам на основании содержания постсинодального апостольского послания Amoris laetitia (всего воззвание подписали 62 человека, среди них нет ни одного кардинала или епископа). 25 сентября появились сообщения о блокировании на территории Ватикана веб-сайта www.correctiofilialis.org, созданного специально для публикации упомянутого выше воззвания.

## Личная жизнь
Жену Тедески зовут Франческа, у супругов пятеро детей — Риккардо, Коррадо, Дариа, Федерико, Лаура. Все дети говорят минимум на трёх языках, а некоторые — на четырёх, как их отец.

## Труды
- Tedeschi E. G. Le ragioni dell'economia. Scritti per l'Osservatore romano. — Libreria Editrice Vaticana, 2011. — 170 p. — ISBN 978-88-2098-669-8.
- «Деньги и Рай. Глобальная экономика и католический мир» (Denaro e Paradiso. L’economia globale e il mondo cattolico, в соавторстве с Рино Каммиллери, предисловие кардинала Джованни Баттиста Ре, Edizioni Piemme, 2004)
- «Деньги и рай. Католики и глобальная экономика» (Denaro e paradiso. I cattolici e l’economia globale, с комментарием энциклики «Caritas in veritate», Edizioni Lindau, 2010)
- «Животные души. Справедливая конкуренция» (Spiriti animali. La concorrenza giusta, в соавторстве с Альберо Мингарди, предисловие Алессандро Профьюмо, Università Bocconi Editore, 2007)